# THE SEXTET
『Jazz Workshop presents THE SEXTET』（ジャズ・ワークショップ・プレゼンツ・ザ・セクステット）は、ジャズ・ワークショップの成果として1997年4月28日に発売されたアルバム。
ジャズ・ピアニストの大西順子の発案で、1人3曲を作って集まり、その曲をセッションして録音された。

## 収録曲
| #         | タイトル                                                         | 作詞      | 作曲     | 時間 |
| --------- | ---------------------------------------------------------------- | --------- | -------- | ---- |
| 1.        | 「プリンセス・スワロー」(Princess Swallow)                       | -         | 岡崎好朗 | 7:10 |
| 2.        | 「ベニーズ・バッグ」(Benny's Bag)                                | -         | 岡崎好朗 | 5:59 |
| 3.        | 「プレリュード・トゥ・トルネード」(Prelude to Tornado)           | -         | 多田誠司 | 8:43 |
| 4.        | 「無事故無違反」(Mu-Jiko Mu-Ihan)                                | -         | 川嶋哲郎 | 7:39 |
| 5.        | 「マリン・スノー」(Marine Snow)                                  | -         | 川嶋哲郎 | 5:59 |
| 6.        | 「ザ・ロンリー・ベースマン・ブルース」(The Lonely Bassman Blues) | -         | 荒巻茂生 | 4:37 |
| 7.        | 「ポートレイト・イン・ブルー」(Portrait In Blue)                 | -         | 大西順子 | 4:54 |
| 合計時間: | 合計時間:                                                        | 合計時間: | 59:21    |      |

## 参加ミュージシャン
- 大西順子 - ピアノ
- 岡崎好朗 - トランペット、フュルゲルホーン
- 多田誠司 - アルト・サキソフォン、フルート
- 川嶋哲郎 - テナー・サキソフォン
- 荒巻茂生 - ベース
- 原大力 - ドラムス

## 制作クレジット
- プロデューサー、音楽監督 - 大西順子
- エグゼクティヴ・プロデューサー - 行方均
- レコーディング、ミキシング・エンジニア - 小貝俊一
Recorded at the Woodstock Studios, Karuizawa on January 26, 27 and 28, 1997
Mixed at Toshiba-EMI studio TERRA on February 8 and 9, 1997
- アシスタント・エンジニア - 高松明治、栄田全晃
- マスタリング・エンジニア - 岡崎好雄
- カバー、インナースリーヴ写真 - 藤本文昭
- アート・ディレクション - 多久薫
- A&R ディレクター - 津下佳子
- ライナーノーツ - 藤本文昭

## リリース日一覧
| 地域 | リリース日    | レーベル                 | 規格   | カタログ番号 | 備考 |
| ---- | ------------- | ------------------------ | ------ | ------------ | ---- |
| 日本 | 1997年4月28日 | Somethin' Else (東芝EMI) | 12cmCD | TOCJ-8001    |      |